# 韦尔南图瓦
韦尔南图瓦（法語：Vernantois，法語發音：[vɛʁnɑ̃twa]）是法国汝拉省的一个市镇，属于隆斯勒索涅区。

## 地理
韦尔南图瓦（46°37'43"N, 5°34'35"E）面积6.99 平方千米，位于法国勃艮第-弗朗什-孔泰大區汝拉省，该省份为法国东部内陆省份，北起上索恩省，西北接科多尔省，西临索恩-卢瓦尔省，南至安省，东与杜省和瑞士接壤。
与韦尔南图瓦接壤的市镇（或旧市镇、城区）包括：蒙泰居、阿列兹、博尔奈、库尔贝特、穆瓦龙、勒维尼、圣莫尔。

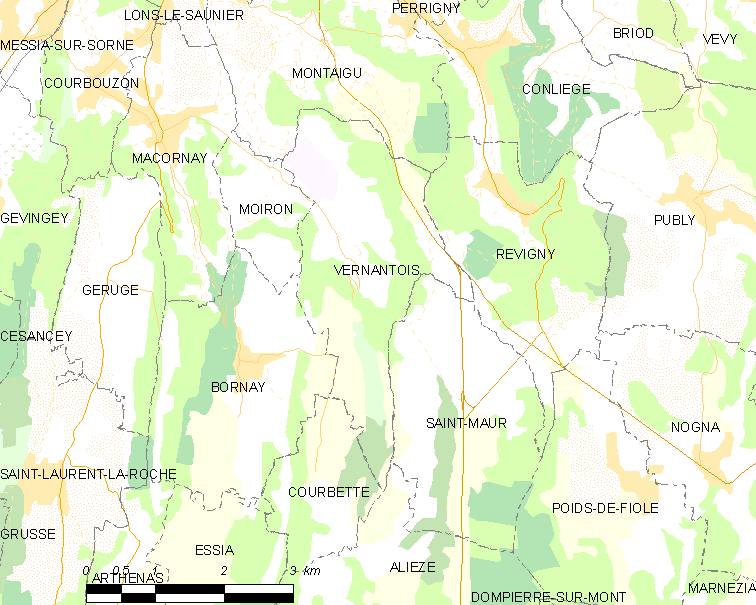
韦尔南图瓦的OSM定位图

韦尔南图瓦的时区为UTC+01:00、UTC+02:00（夏令时）。

## 行政
韦尔南图瓦的邮政编码为39570，INSEE市镇编码为39552。

## 政治
韦尔南图瓦所属的省级选区为隆斯勒索涅第二县。

## 人口

1962-2008年间韦尔南图瓦人口变化图示

韦尔南图瓦于2022年1月1日时的人口数量为287人。